# IIFA Award/Bestes Kostüm
Die Gewinner des IIFA Best Costume Designer Award waren:
| Jahr | Gewinner                                               | Film                         | Deutscher Titel                             |
| ---- | ------------------------------------------------------ | ---------------------------- | ------------------------------------------- |
| 2000 | Neeta Lulla                                            | Taal                         | Taal                                        |
| 2001 | Manish Malhotra & Karan Johar                          | Mohabbatein                  | Denn meine Liebe ist unsterblich            |
| 2002 | Manish Malhotra                                        | Kabhi Khushi Kabhie Gham     | In guten wie in schweren Tagen              |
| 2003 | Neeta Lulla, Abu Jani - Sandeep Khoshla & Reza Sharifi | Devdas                       | Devdas – Flamme unserer Liebe               |
| 2004 | Manish Malhotra                                        | Kal Ho Naa Ho                | Lebe und denke nicht an morgen              |
| 2005 | Vikram Phadnis                                         | Mujhse Shaadi Karogi         | Zwei Herzen für Rani                        |
| 2006 | Subarna Ray Chaudhari                                  | Parineeta: The Married Woman | Parineeta – Das Mädchen aus Nachbars Garten |
| 2007 | Anaita Adajania                                        | Dhoom: 2                     | Dhoom 2 – Back in Action                    |
| 2008 |                                                        |                              |                                             |
| 2009 |                                                        |                              |                                             |
| 2010 |                                                        |                              |                                             |
| 2011 |                                                        |                              |                                             |
| 2012 |                                                        |                              |                                             |
| 2013 |                                                        |                              |                                             |
| 2014 |                                                        |                              |                                             |
| 2015 |                                                        |                              |                                             |
| 2016 | Maxima Basu & Anju Modi                                | Bajirao Mastani              | Bajirao & Mastani – Eine unsterbliche Liebe |